# 2294 Andronikov
2294 Andronikov è un asteroide della fascia principale. Scoperto nel 1977, presenta un'orbita caratterizzata da un semiasse maggiore pari a 2,5819786 UA e da un'eccentricità di 0,1171473, inclinata di 6,29873° rispetto all'eclittica.
L'asteroide è dedicato allo scrittore sovietico Iraklij Andronikov.